# Raków (gmina)
Pour les articles homonymes, voir Raków.
La gmina de Raków est une commune rurale de la voïvodie de Sainte-Croix et du powiat de Kielce. Elle s'étend sur 195,52 km2 et comptait 5 599 habitants en 2020. Son siège est le village de Raków qui se situe à environ 39 kilomètres au sud-est de Kielce.

## Villages
La gmina de Raków comprend les villages et localités de Bardo, Celiny, Chańcza, Dębno, Drogowle, Głuchów-Lasy, Jamno, Korzenno, Koziel, Lipiny, Mędrów, Nowa Huta, Ociesęki, Pągowiec, Papiernia, Pułaczów, Radostów, Raków, Rakówka, Rembów, Smyków, Stary Głuchów, Szumsko, Szumsko-Kolonie, Wola Wąkopna, Wólka Pokłonna, Zalesie et Życiny.

## Gminy voisines
La gmina de Raków est voisine des gminy de Bogoria, Daleszyce, Iwaniska, Łagów, Pierzchnica, Staszów et Szydłów.